# 子宮乏力
子宮乏力（英語：Uterine atony）是指子宮肌失去張力的現象。正常時，子宮肌收縮時會壓縮血管及減緩血流，這增加了凝結及防止失血的可能性。因此缺乏子宮肌的收縮會導致嚴重的出血。子宮在產後無法收縮是常見的分娩出血起因。許多產後出血的病例，在產前就能預測得出。婦女在分娩時，出現子宮活動特別猛烈或幾乎難以發揮效用等特徵時，亦可能基於產後子宮無力而引發大量出血。同樣地，以催產素引產，較可能在產後形成子宮無力與出血。多產婦女發生子宮無力的風險可能較高。臨床上，75-80%的產後出血是由於子宮乏力所造成。

## 風險因素
造成子宮肌失去張力的原因很多，包括：
- 子宮過度擴張
- 多次妊娠（懷孕）
- 羊水過多
- 巨嬰症
- 滯產（產程過長）
- 過度使用催產素或錠（前列腺素）分娩及引產
- 多胞胎（一次生五個或以上）
- 急產（英语：Precipitate delivery）（分娩持續不足三小時）
- 使用硫酸鎂治療子癲前症
- 絨毛羊膜腔炎
- 使用鹵素麻醉劑
- 子宮肌瘤

## 臨床特徵
胎盤娩出前發生的產後出血稱為第三產程出血。胎盤娩出前的出血，可能不會是突發性大量出血，而是較為穩定的流血，此種流血在任一時間點都屬適量，但是會持續至發生嚴重低血容為止。但需特別注意的是胎盤娩出後的出血情形，由於胎盤剝離處需子宮的收縮以壓迫血管並堵住管腔來止血，當子宮乏力時會立即且大量失血，若止血或輸血太慢，使病人陷入昏迷、器宮衰竭時，將危及產婦生命。